# العيارون والشطار

## الشُطَّار
طائفة من أهل الدعارة والنهب واللصوصية كانوا يمتازون بملابس خاصة بهم وكانوا لا يعدون اللصوصية جريمة وإنما يعدونها صناعة ويحللونها باعتبار أن ما يستولون عليه من أموال التجار الأغنياء زكاة تلك الأموال التي أُوصي بإعطائها للفقراء. وكانوا إذا كبر أحدهم تاب فتستخدمه الحكومة في مساعدتها على كشف السرقات. وكان في خدمة الدولة العباسية جماعة من هؤلاء الشيوخ يقال لهم «التوابون» على أنهم كثيراً ما كانوا يقاسمون اللصوص ما يسرقونه ويكتمون أمرهم.

ولقد ظهرت كتابات تعنى بذكر هؤلاء الشطار وحكاياتهم وتأثيرهم في المجتمع الإسلامي، ومن هذه الكتابات، كتاب العيارون والشطار في العصر العباسي لمؤلفه علي منصور شهاب، وكتاب الشطار والعيارين – حكايات في التراث العربي – تأليف الدكتور : محمد رجب.

## العَيَّارون
ظهر العيارون في بغداد في أواخر القرن الثاني للهجرة وكان لهم في الفتنة بين الأمين والمأمون شأن كبير لأن الأمين لما حوصر في تلك المدينة وعجز جنده عن الدفاع استنجد العيارين وكانوا يقاتلون عراة في أوساطهم الميازر وقد اتخذوا لرؤوسهم دواخل من الخوص سمّوها الخود ودرقاً من الخوص والبواري قد قرنت وُحشيت بالحصى والرمل. ونظّموهم نظام الجند على كل عشرة عريف، وعلى كل عشرة عرفاء نقيب، وعلى كل عشرة نقباء قائد، وعلى كل عشرة قواد أمير، ولكل ذي مرتبة على مقدار ما تحت يده، ومعهم أناس عراة قد جعل في أعناقهم الجلاجل والصدف الأحمر والأصفر ومقاود ولجماً من مكانس ومذاب. وبلغ عددهم نحو خمسين ألف عيار وساروا للحرب يضربون الأعداء بالمقلاع والحصى وكانوا أهل مهارة بذلك فأبلوا بلاءً حسناً لكنهم لم يثبتوا أمام المجانيق والجنود المنظّمة فعادت العائدة عليهم وقتل منهم خلق كثير.
وحدث نحو ذلك من العيارين في حرب المستعين والمعتز سنة 251هـ إذ حُصِر المستعين بالله ببغداد ـ نحو حصار الأمين فيها ـ فاستعان بالعيارين وفرض لهم الأموال وجعل عليهم عريفاً اسمه ببنونه وعمل لهم تراساً من البواري المقيّرة وأعطاهم المخالي ليجعلوا فيها الأحجار. على أنهم كانوا كلما حدثت فتنة أهلية اغتنموا اشتغال الدولة بها وهمّوا بالمنازل والحوانيت وأخذوا الأموال. وكثيراً ما كانت تحدث أمثال هذه الفتن في بغداد من القرن الثالث للهجرة وما بعده. وكانوا يزدادون قوة كلما ازدادت الدولة ضعفاً وتكاثرت تعدياتهم على بغداد كلما تكاثرت الفتن فيها إما بين الحكام في التنازع على السلطة أو الأموال وإما بين العامة تعصّباً لبعض المذاهب ولاسيما بين السنة والشيعة أو الحنفية والشافعية. فلم ينقضِ النصف الأول من القرن الخامس للهجرة حتى تسلّط العيارون على بغداد وجَبوا الأسواق وأخذوا ما كان يأخذه رجال الدولة وانتظموا انتظام الشرطة أو الجند واشتهر من رؤسائهم في ذلك العصر رجل اسمه الطقطقي وآخر اسمه الزيبق بطل القصة المشهورة.كتاب العيارون والشطار في العصر العباس -قصي طارق -مكتبة الواعظ -ص15-20
وظهر العيارون في سائر المدن الإسلامية وعظم شأنهم وكثيراً ما كان الوزراء وغيرهم من أرباب الحل والعقد يقاسمونهم ويسكتون عنهم 